# Parafia św. Jana Kantego w Niegosławiu
Parafia św. Jana Kantego w Niegosławiu – parafia rzymskokatolicka we wsi Niegosław, należąca do dekanatu Drezdenko diecezji zielonogórsko-gorzowskiej, metropolii szczecińsko-kamieńskiej w Polsce, erygowana 5 maja 1974. Mieści się pod numerem 68. Jest prowadzona przez kanoników laterańskich.